# David Morris Lee
David Morris Lee (* 20. ledna 1931 Rye, New York) je americký fyzik. V roce 1996 získal společně s Robertem Colemanem Richardsonem a Douglasem Deanem Osheroffem Nobelovu cenu za fyziku za objev supratekutosti v héliu-3.
Lee je členem organizací Národní akademie věd Spojených států amerických a Americká akademie umění a věd.

## Život
Leeovi rodiče byli děti židovských imigrantů z Anglie a Litvy. David Lee promoval na Harvardově univerzitě v roce 1952 a poté nastoupil do americké armády, kde si odsloužil 22 měsíců. Poté, co byl zproštěn služby, studoval na Univerzitě v Connecticutu a zakončil studia titulem Masters degree. Roku 1955 započal doktorandská studia na Yaleově univerzitě, kde pracoval pod Henrym A. Fairbankem ve fyzikální skupině zaměřující se na nízkou teplotu. Zde prováděli experimentální výzkum tekutosti hélia-3.
Po studiích na Yaleově univerzitě, vzal v roce 1959 práci na Cornellově univerzitě, kde byl zodpovědný za vybudování laboratoře "Atomic and Solid State Physics". Brzy po příjezdu na Cornellovu univerzitu potkal svou budoucí ženu Danu, studující v doktorandském studijním programu, ale na jiném oddělení. Měli spolu dva syny. Na konci září 2009 Lee oznámil, že přestěhuje laboratoř z Cornellovy univerzity do Texas A&M University. Stěhování bylo dokončeno 16. listopadu 2009.